# Andreas Ehrenfried Forstmeyer
Andreas Ehrenfried Forstmeyer (* 28. April 1732 in Weißenburg; † 13. Juni 1787 in Karlsruhe) war ein Musiker und Komponist aus der Familie Forstmeyer. Er spielte Horn, Geige und Bratsche.

## Leben
Forstmeyer wurde als eines von 14 Kindern des Weißenburger Stadtmusikers David Andreas Forstmeyer und seiner Frau Eva Maria, geb. Wechsler, geboren. Von seinen Geschwistern sind Georg Christian Forstmeyer und David Andreas Forstmeyer der Jüngere ebenfalls als Musiker tätig gewesen. Nach dem Besuch der Lateinschule unter Johann Alexander Döderlein absolvierte er eine fünfjährige Ausbildung als Musiker bei seinem Vater, um 1751 am Hof des Markgrafen Karl Friedrich von Baden die Stelle eines Lakaien und Jagd-Waldhornisten, 1770 des Hofmusikers anzutreten.